# Mónica Reyes
La agente Mónica Julieta Reyes, nacida el 13 de marzo de 1968 en Ciudad de México, México es un personaje ficticio de la serie de televisión The X-Files, interpretado por la actriz Annabeth Gish. Aparece en los créditos de apertura de la novena temporada, aunque sus primeras apariciones fueron en la octava temporada.

## Perfil del personaje
Mónica Reyes fue dada en adopción cuando era niña a unos padres mexicanos y criada en México, sin haber identificado a sus padres biológicos. Debido a su crianza en México, habla español.
Se graduó en folclore y mitología en la Universidad de Brown en tan solo cuatro años. En 1990, Reyes se alistó en el FBI en Quantico. Su primer caso en el FBI fue servir en una tarea especial, investigando ritos satánicos.
Después sirvió en las oficinas de Nueva York y también ayudó a la investigación del secuestro del niño de ocho años, Luke Doggett, hijo del oficial del departamento de Policía de Nueva York, John Doggett. El niño fue encontrado muerto, sin encontrar al culpable.
En 1999, Mónica Reyes fue trasladada a la oficina de Nueva Orleans. Permaneció allí hasta que John Doggett, ahora agente especial del FBI, la convenciera para que aceptara un puesto en los expedientes X en el FBI en Washington D. C.
Mónica Reyes es una persona profundamente religiosa y altamente espiritual y alberga dudas acerca de los fenómenos paranormales. No está obsesionada como Fox Mulder, pero está predispuesta a aceptar explicaciones que impliquen respuestas paranormales, al contrario de su compañero, John Doggett.

## Apariciones
Mónica Reyes aparece en los siguientes episodios de The X-Files:

### Octava temporada
- "This Is Not Happening"
- "Empedocles"
- "Essence"
- "Existence"

### Novena temporada
- Todos los episodios

### Décima temporada
- My Struggle II

### Undécima temporada
- My Struggle III
- My Struggle IV

## Recepción
El personaje de Mónica Reyes ha atraído críticas mixtas de los críticos. La representación de Gish del personaje ha sido descrita por Ken Tucker de Entertainment Weekly como "feroz pero molesto". Robert Shearman y Lars Pearson, en su libro Wanting to Believe: A Critical Guide to The X-Files, Millennium & The Lone Gunmen, sintieron que la introducción de Reyes en "This Is Not Happening" fue "bastante forzada", encontrando su personalidad optimista en desacuerdo con el tono de la serie en ese momento; Shearman y Pearson también sintieron que el uso general del personaje en la temporada nueve fue "vacio", con su disposición a creer en algo que comprometa la tensión de episodios como "4-D" o "Hellbound". Sin embargo, Shearman consideró que la aparición del personaje en "Empédocles" era "muy bueno", mientras que la actuación de Gish en "4-D" se describió como "destacada". Escribiendo para The New York Times, Joyce Millman describió a Reyes y su compañero Doggett como "la Coca-Cola Light de Mulder y Scully", refiriéndose a su posición secundaria. La compañera escritora del New York Times, Caryn James, sintió que Reyes y Doggett eran "apagado" y "una sombra" de sus predecesores, y señaló que "donde la apagada atracción sexual de Scully y Mulder los vinculaba con la realidad, la química de Doggett y Reyes era inexistente".